# HYSTERIA
『HYSTERIA』(ヒステリア)は、日本のシンガーソングライター鬼束ちひろの8枚目のオリジナル・アルバム

## 解説
オリジナル・アルバムとしては、前作『シンドローム』より、約3年9ヶ月振りとなる。
本作は鬼束がデビューして間もない頃に録音された弾き語りのデモテープや、当時制作されていながらも、楽曲として成立させていなかった数多ある楽曲の中から、鬼束自身が選考した楽曲に新たな歌詞を付け加えた10曲が収録されており、従来は歌詞とメロディの制作は同時進行で行っていたが、本作では全く異なるアプローチで制作され、かつて昔の鬼束が制作したメロディに現在の鬼束が新たに歌詞を編んで乗せた形となった。
通常盤、初回限定盤、プレミアム・コレクターズ・エディション盤、完全受注生産盤の4形態で発売され、ジャケットもそれぞれ異なるものとなっている。
初回限定盤には9月18日に実施された配信ライブ「鬼束ちひろ Streaming Concert『SUBURBIA』」の模様を"Streaming Version"として編集を施したDVDが付属し、プレミアム・コレクターズ・エディション盤はSHM-CD仕様となり、「SUBURBIA」の模様を"Director's Cut Version"として編集したBlu-rayと48ページのフォトブックを同梱。完全受注生産盤はプレミアム・コレクターズ・エディション盤の内容に加えて、鬼束がデザインしたオリジナルTシャツが付属される。

## 製作背景
前述にもある通り、本作は鬼束がデビューして間もない頃に書かれていた未発表曲を楽曲としてまとめあげたものとなっており、ディレクターにこれらの未発表曲のデモ音源を全て渡して、そこから厳選された楽曲に対し、現在の鬼束が歌詞を乗せて完成させたのが本作になるという。

## 収録曲
- 全曲作詞、作曲：鬼束ちひろ、全曲編曲：兼松衆

### CD
1. 憂鬱な太陽 退屈な月
4作目の配信限定シングル
2. フェアリーテイル
3. 焼ける川
5作目の配信限定シングル
4. Dawn of my faith
5. swallow the ocean
6. 「蒼い春」
7. ネオンテトラの麻疹たち
8. UNCRIMINAL
9. End of the world
2作目の配信限定シングル
FODオリジナルドラマ「ポルノグラファー〜インディゴの気分」主題歌
10. Boys Don't Cry

### DVD (Streaming Version) (初回限定盤)
1. 月光
2. 流星群
3. Tiger in my Love
4. BORDERLINE
5. MAGICAL WORLD
6. 悲しみの気球
7. EVER AFTER
8. 眩暈
9. CROW
10. 蛍

### Blu-ray [SUBURBIA] (Director's Cut Version) (完全受注生産盤及び、完全限定生産盤)
1. 月光
2. 流星群
3. Tiger in my Love
4. BORDERLINE
5. MAGICAL WORLD
6. 悲しみの気球
7. EVER AFTER
8. 眩暈
9. CROW
10. 蛍